# Drostenhof (Wolbeck)

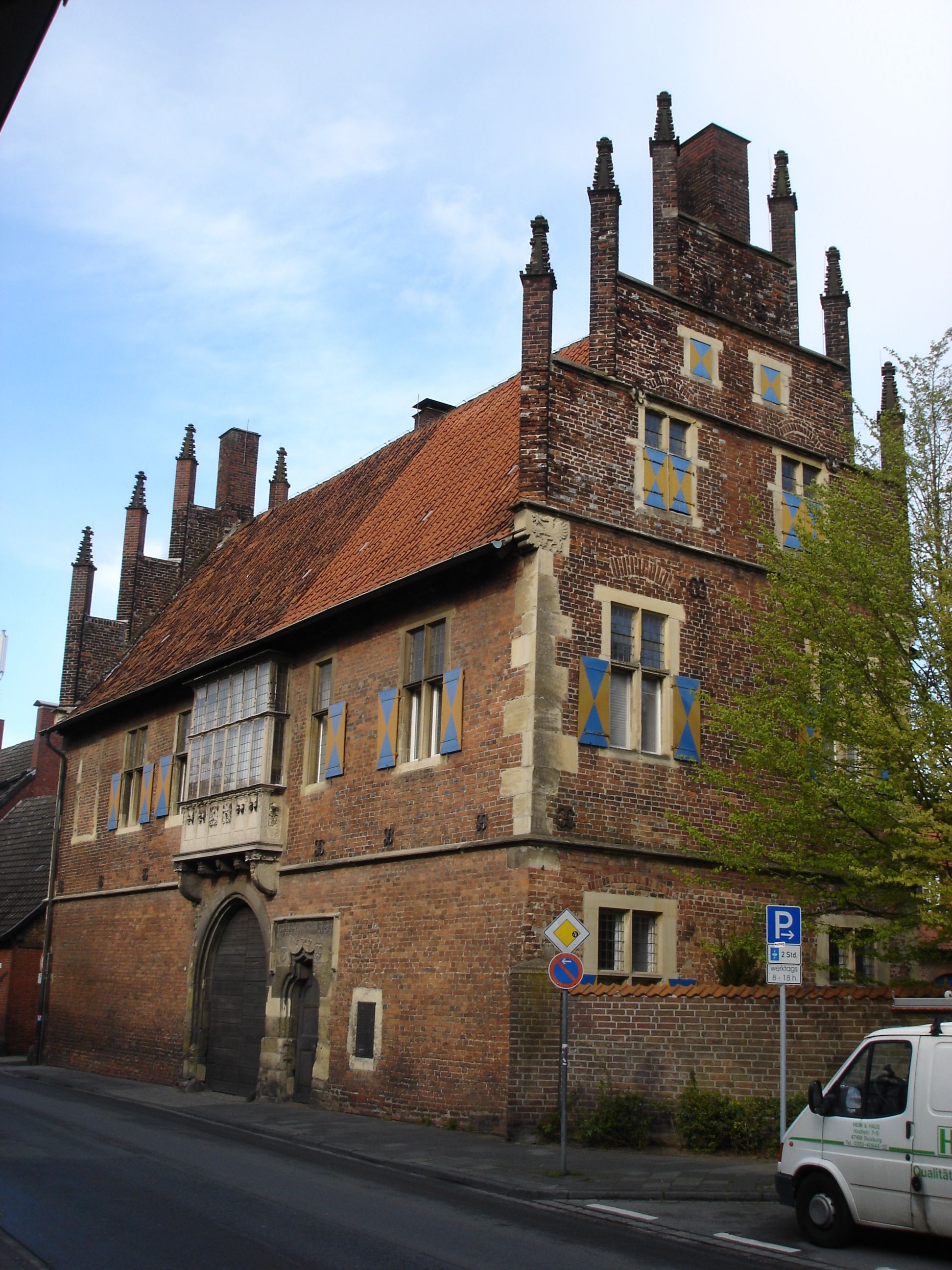
Spätgotisches Torhaus

Der Drostenhof ist ein denkmalgeschütztes Gebäude in Wolbeck, einem Stadtteil von Münster.
Er gilt als erstes herrschaftliches Anwesen des Münsterlandes im Renaissancestil.

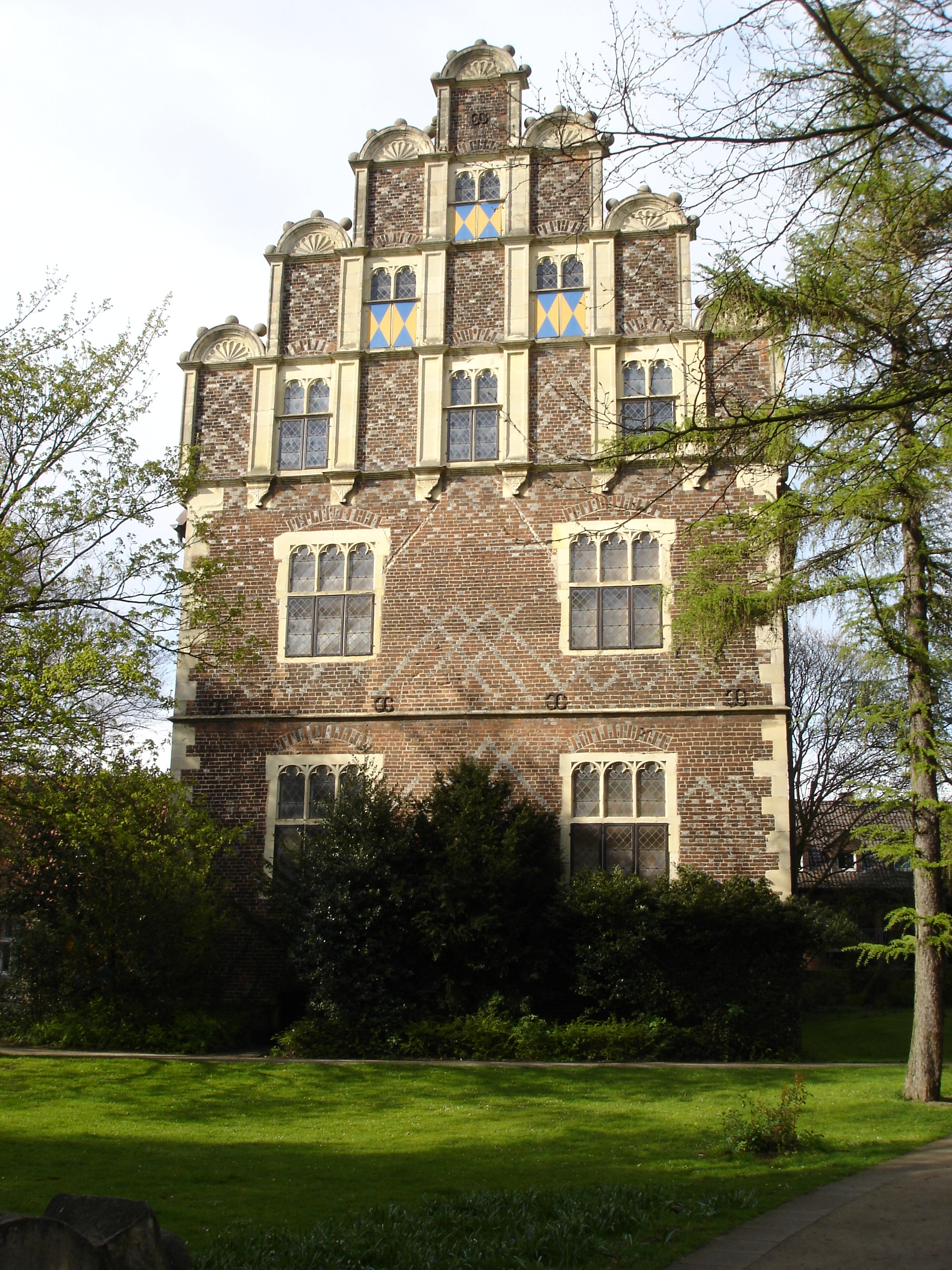
Renaissancegiebel des Herrenhauses

## Beschreibung
Die beiden zweigeschossigen Gebäude des Drostenhofs sind aus Backstein errichtet. Der älteste Teil ist das mit Erkern verzierte Torhaus von 1545. Es weist mit der spitzbogigen Tordurchfahrt, der Gestaltung des Eingangsportals und den Fialengiebeln noch überwiegend Kennzeichen der Spätgotik auf. Dahinter befindet sich das 1557 errichtete Herrenhaus. Seine beiden Treppengiebel sind im Stil der Frührenaissance mit Palmetten geschmückt. Die Giebeldreiecke sind durch Faschen und Lisenen horizontal und vertikal gegliedert. Die Backsteinwände sind durch glasierte Mauerziegel mit rautenförmigen Mustern verziert. Ein schlanker Treppenturm ist der Fassade vorgesetzt.
Der Drostenhof ist Eigentum der Familie Graf von Merveldt (Adelsgeschlecht), die über Generationen das Amt des Drosten zu Wolbeck führte und schon seit 1389 eine sehr enge Verbindung mit Wolbeck hatte. Der Drostenhof prägt noch heute das Ortsbild.
Ein Teil des Drostenhofes beherbergte bis Ende August 2012 das Westpreußische Landesmuseum.

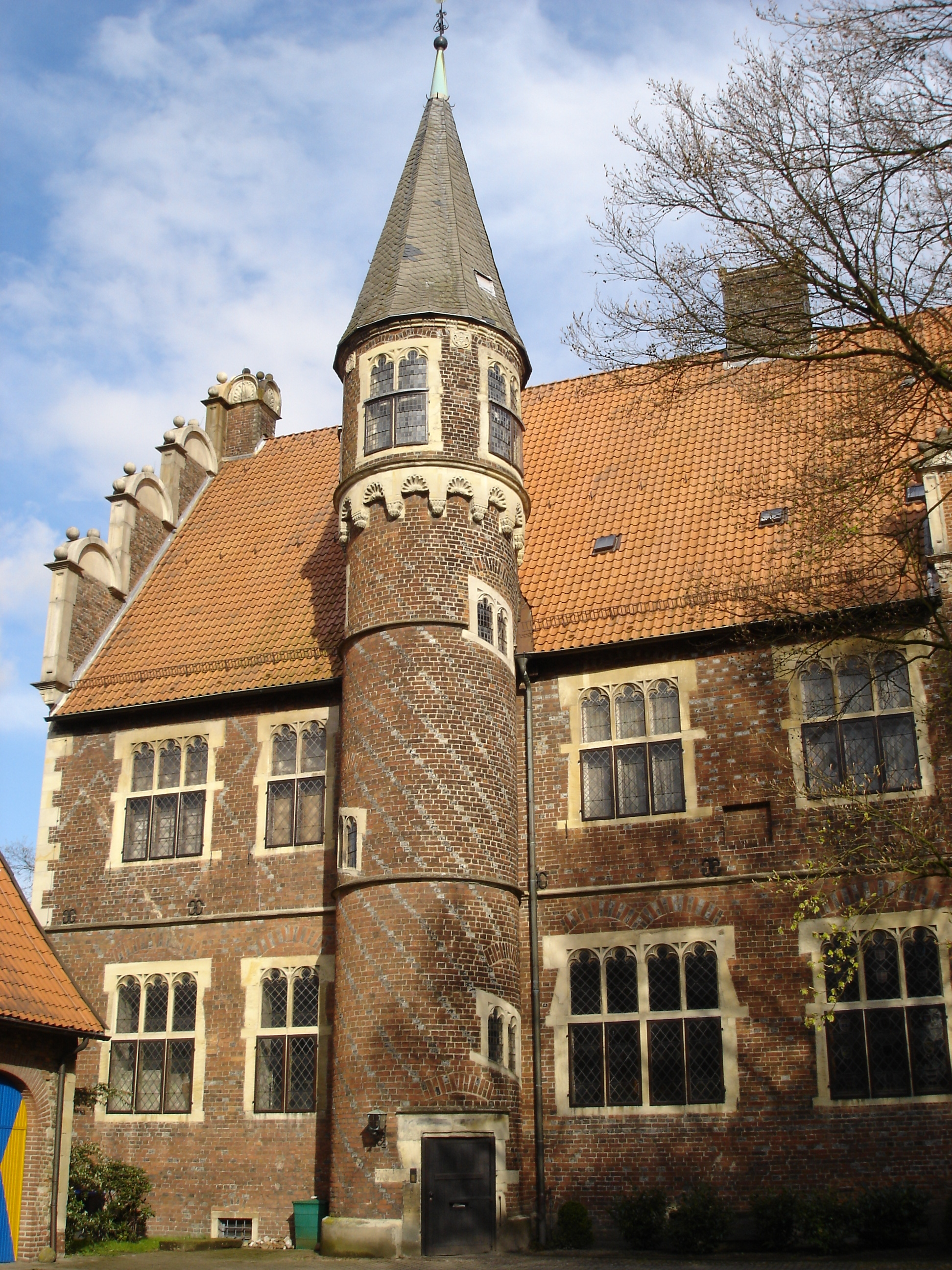
Herrenhaus mit Treppenturm